# М
М (gemen: м) är en bokstav i det kyrilliska alfabetet. Den uttalas som m och ser likadan ut som den latinska motsvarigheten, förutom att gemenen (м) är en mindre version av versalen (М). Vid transkribering av ryska skriver man m i svensk text och [m] i IPA. Vid translitteration till latinska bokstäver enligt ISO 9 motsvaras bokstaven också av m. Bokstaven м ska inte förväxlas med den kyrilliska bokstaven т som när den skrivs med skrivstil ser ut precis som ett latinskt m (speciellt gemenen).

## Teckenkoder i datorsammanhang
| Teckenkoder        | Versal: М                  | Gemen: м                 |
| ------------------ | -------------------------- | ------------------------ |
| Namn (Unicode)     | CYRILLIC CAPITAL LETTER EM | CYRILLIC SMALL LETTER EM |
| Kodpunkt (Unicode) | U+041C                     | U+043C                   |
| HTML               | &#1052;                    | &#1084;                  |